# ABU Radio Song Festival 2012

Deelnemende landen
Landen die zich niet voor de finale kwalificeerden

Het ABU Radio Song Festival 2012 was de eerste editie van het muziekfestival en de finale vond plaats op 11 oktober 2012 in Seoel.

## Deelnemende landen
15 landen namen deel aan deze eerste editie van het festival. Opmerkelijk was dat Vanuatu en Australië samen deelnamen.

## Overzicht

### Finale
| Plaats | Land                | Taal               | Artiest         | Lied             |
| ------ | ------------------- | ------------------ | --------------- | ---------------- |
| 1      | Zuid-Korea          | Koreaans           | Bily Acoustie   | For a rest       |
| 2      | Australië           | Engels             | Danielle Blakey | Fearless         |
| 3      | Brunei              | Maleis             | Meria Aires     | Yang terindah    |
| 4      | Australië & Vanuatu | Engels             | Sammy Ray Jones | Rinet            |
| 5      | Maleisië            | Engels             | K-Town Clan     | Party animal     |
| -      | Bhutan              | Engels en Dzongkha | Dechen Wangmo   | Black as snow    |
| -      | Indonesië           | Indonesisch        | Rando Sembiring | Menunggu         |
| -      | Iran                | Perzisch           | Man Brothers    | Iran             |
| -      | Maleisië            | Maleis             | Sabhi Sadhi     | Waktu            |
| -      | Pakistan            | Urdu               | Bilal Ahmed     | Wada             |
| -      | Singapore           | Engels             | Jae Ang         | Promise me       |
| -      | Vietnam             | Vietnamees         | Chu Mạnh Chương | Quê hương ơn bác |
| -      | Zuid-Korea          | Koreaans           | Afrodino        | Pepperoni        |

### Halve finale
| Land                | Taal                | Artiest                                         | Lied                                |
| ------------------- | ------------------- | ----------------------------------------------- | ----------------------------------- |
| Australië           | Engels              | Danielle Blakey                                 | Fearless                            |
| Australië & Vanuatu | Engels              | Sammy Ray Jones                                 | Rinet                               |
| Bhutan              | Engels en Dzongkha  | Dechen Wangmo                                   | Black as snow                       |
| Bhutan              | Dzongkha            | Sonam Tshewang                                  | Nga num che                         |
| Brunei              | Maleis en Engels    | Jazz Hayat                                      | I stalk your profile                |
| Brunei              | Maleis              | Meria Aires                                     | Yang terindah                       |
| Fiji                | Engels              | Luisa Serevi & Losana Masitabua                 | Help me to conserve                 |
| India               | Malayalam en Engels | Bimblotica                                      | I'm a girl                          |
| India               | Sanskriet           | Mathur Lakshmi Keshava & Group                  | Vayam atra sanjataha asmakam punyam |
| Indonesië           | Indonesisch         | Dorkas Lea Waroy                                | Aku rindu                           |
| Indonesië           | Indonesisch         | Rando Sembiring                                 | Menunggu                            |
| Iran                | Instrumentaal       | Heidar & Shokrollah Sepahvand & Nabi Razazadeh  | Tone of joyful music of Lorestan    |
| Iran                | Perzisch            | Man Brothers                                    | Iran                                |
| Iran                | Instrumentaal       | Mohsen Nafar                                    | Dast afshan                         |
| Iran                | Perzisch en Engels  | Shayan Bohluli, Amin Alizadeh & Hamed Khodadadi | The first day of spring             |
| Kirgizië            | Kirgizisch          | Askat Musabekov                                 | Sagynam                             |
| Maleisië            | Engels              | K-Town Clan                                     | Party animal                        |
| Maleisië            | Maleis              | Sabhi Sadhi                                     | Waktu                               |
| Pakistan            | Urdu                | Bilal Ahmed                                     | Wada                                |
| Singapore           | Engels              | Jae Ang                                         | Promise me                          |
| Soedan              | Arabisch            | Abdel Gadir Salim                               | Bessama                             |
| Vietnam             | Vietnamees          | Chu Mạnh Chương                                 | Quê hương ơn bác                    |
| Zuid-Korea          | Koreaans            | Afrodino                                        | Pepperoni                           |
| Zuid-Korea          | Koreaans            | Bily Acoustie                                   | For a rest                          |

2012 · 2014 · 2015 · 2016 · 2018

Zie ook: ABU TV Song Festival